# Pan y Arte
Pan y Arte - una sociedad registrada - es una Organización no gubernamental alemana, que promueve proyectos de cultura en Nicaragua. La sede queda en Münster (Westfalen). Hasta el año 2006 el señor Dietmar Schönherr estaba desempeñando la función de un coordinador de la junta directiva, actualmente Henning Scherf la está realizando.
Pan y Arte significa que el arte y la cultura son tan importantes para la vida y el desarrollo como la alimentación y las cosas materiales. Sin arte y cultura el ser humano no fuera un ser social. El desarrollo independiente necesita personalidades independientes, que abren vías para remover los inconvenientes en sus países con su creatividad y competencia.
Por lo tanto una colaboración de desarrollo internacional también tiene que promover el arte y la cultura.
Actualmente cuatro proyectos en Nicaragua, los que son realizados por los nicas, son sostenidos por Pan y Arte.
- Casa de los tres mundos
- Música en los Barrios
- Bibliobus ´Bertolt Brecht`
- Malacatoya (proyecto para el desarrollo del pueblo)

Además Pan y Arte trabaja en Alemania para la formación de la gente en los sectores de cultura y de desarrollo (Iniciativa cultura pone en movimiento). Parte de esa iniciativa es el Manifiesto de Cultura y Arte para el desarrollo sostenido nacido en el año 2006.